# Microdon macquariensis
Microdon macquariensis är en tvåvingeart som beskrevs av Ferguson 1926. Microdon macquariensis ingår i släktet myrblomflugor, och familjen blomflugor. Inga underarter finns listade i Catalogue of Life.